# أدب أمريكي
يشير الأدب الأميركي إلى الأعمال المكتوبة أو الأدبية التي تم كتابتها في منطقة أمريكا الاستعمارية. كانت أمريكا في مطلع التاريخ عبارة عن مجموعة من المستعمرات البريطانية، تمتد على طول الساحل الشرقي لما تسمى اليوم بالولايات المتحدة الأمريكية. وبالتالي، يرتبط تراث الأدب الأميركي بتراث الأدب الإنجليزي، ومع ذلك فالخواص المميزة للأدب الأميركي والإنتاج الكبير الخاص به جعل له طريقا مختلفا.

## أدب الاستعمار
كان السبب الرئيسي في تطور الأدب الإستعماري كانت جميع أنواع الأدب الأميركي المبكرة عبارة عن كتيبات صغيرة تمجد مزايا المستعمارات لصالح الأوروبيين وجمهور المستعمرين. ويعد كابتن جون سميث أول كاتب أميركى بأعماله: العلاقة الحقيقية لفيرجينيا (1608)، والتاريخ العام لفيرجينيا وإنجلترا الجديدة، وجزر الصيف (1624). هناك العديد من الكتاب الذين اتبعوا نفس النهج مثل: دانيال دينتون، وتوماس آش، ووليام بن، وجورج بيرسى، ووليام ستراتشي، ودانيال كوكس، وغبريال توماس، وجون لوسون.
كما كانت النقاشات الدينية التي حثت على الاستيطان داخل أميركا موضوعا للكتابة المبكرة. كتب جون وينثروب مفكرة يومية ناقش فيها الأساس الديني لمستعمرة خليج ماسيشوسيتس، كما سجل إدوارد وينسلو في مفكرته أحداث السنوات الأولى بعد وصول مركب مايفلور. هناك أيضا كتاب آخرون تأثروا بالدين مثل انكريس ماثر، وويليام برادفورد صاحب المذكرة التي نشرت بعنوان تاريخ مزرعة بليموث (1620 – 47). قام ناقش البعض أمثال روجر ويليامز، ونتانيل وارد الانفصال الذي حدث داخل الكنيسة والدولة. بالإضافة إلى ذلك، كان هناك بعض الشعراء مثل آن برادستريت، وإدوارد تايلور. كما كتب مايكل ويجلزوورث قصيدة حققت مبيعات كبيرة بعنوان يوم القيامة، حيث وصف فيها يوم القيامة، كما اشتهر نيكولاس نوييس بقصائده الهزلية.
وصفت كتابات أخرى الصراعات والتفاعلات مع الهنود، وذلك أمثال دانيال جوكين، وأليكسندر ويتاكر، وجون ماسون، وبنيامين تشيرش، وماري رولاندسون.كما ترجم جون إليوت الإنجيل إلى لغة الغونكوين.
يمثل جوناثان إدواردز وجورج وايتفيلد الصحوة الكبرى، وهي النهضة الدينية التي حدثت في أوائل القرن الثامن عشر والتي أكدت على مذهب الكالفينية، بالإضافة إلى بعض الكتاب المتدينين والمتزمتين مثل: وتوماس هوكير، وتوماس شيبرد، وجون وايز، وصموئيل ويلارد، كما كان هناك كتاب أقل تزمتا أمثال صأمويل سيوال، وسارة كسمبل نايت، وويليام بيرد.
كما تضمنت الفترة الثورية على كتاب سياسيين أمثال صموئيل أدامز، جوشيا كوينسي، وجون ديكينسون، وجوزيف غالاوي الذي كان مؤيدا للحكم. ويعد كل من بنجامين فرانكلين وتوماس باين أحد أبرز هؤلاء كتاب تلك الحقبة. ويتميز تقويم ريتشارد الفقير والسيرة الذاتية لبنجامين فرانكلين بالحكمة والتأثير من أجل تكوين الهوية الأمريكية. ويلعب كتيبي الرأي العام والأزمة الأمريكية لباين دورا هاما في التأثير على الأسلوب السياسي لهذه الفتر.

## ما بعد الاستقلال
خلال فترة ما بعد الاستقلال، عرضت المقالات التي تحدثت عن الفيدرالية للكتاب أليكسندر هاملتون، وجيمس ماديسون، وجون جاي مناقشة تاريخية هامة عن منظمة الحكومة الأمريكية والقيم الجمهورية. تؤكد كتابات توماس جفرسون مثل إعلان استقلال الولايات المتحدة، وتأثيره على الدستور الأميركى، وسيرته الذاتية، وملاحظاته على ولاية فيرجينيا، وخطاباته العديدة على أنه أحد أكثر الكتاب الأمريكين موهبة. كما اشتهر كل من فيشر أميس، وجيمس أوتيز، وباتريك هنري بكتاباتهم وخطبهم السياسية.
لاقى كثير من الأدب المبكر للأمة الجديدة العديد من المشاكل، حتى تمكن من إيجاد صوت أميركى مميز بين أنواع الأدب الموجودة، وانعكست هذه الحركة في الروايات. وانتقد البعض الأساليب والقوالب الأوروبية واعتبروها ذات مستوى منخفض.

## الأسلوب الأميركي الفريد
ظهر العديد من الأدباء الجدد المتميزين مع زيادة الرغبة في إنتاج أدب وثقافة أمريكية مميزة، وذلك أثتاء حرب عام 1812، ومنهم واشنطن ارفنج، ويليام كولين بريانت، جيمس فينيمور كوبر، وإدجر ألان بو. وقد كتب ارفنج، الذي يعتبر أول كاتب يبتكر أسلوب أميركى مميز، العديد من الأعمال الكوميدية مثل سلماجندى وتاريخ نيويورك لديدرك نيكر بروكر (1809). كما كتب براينت قصائد مستوحاه من الطبيعة وأخرى رومانسية، والتي كانت بعيدة تماما عن الأصل الأوروبي. وفي عام 1832، بدأ بو في كتابة القصص القصيرة—مثل: «قناع الموت الأحمر»، «الحفرة والبندول»، «سقوط بيت أشر»، و«جرائم شارع مورغ» – التي استكشفت مستويات نفسية الإنسان المخبأة مسبقا، ودفعت بحدود الفن الروائي تجاه الغموض والخيال. بالإضافة إلى ذلك، فاشتهرت حكايات تخزين الجلد لكاتبها ناتي بومبو (والتي تضم الناجي الأخير) في البلد الجديد وفي الخارج.
كما اشتهر أيضا كتاب الكوميديا مثل سيبا سميث، وبنيامين شيلابر في إنجلترا الجديدة، بالإضافة إلى دافي كروكت، وأغسطس بالدوين لونجستريت، وجونسون هوبر ‏، وتوماس بانجس ثورب، وجورج واشنطن هاريس الذين كتبوا عن الحدود الأمريكية.
تنتمى مجموعة مثقفوا الطبقة العليا في إنجلترا الجديدة إلى جامعة هارفارد ومقعدها بكامبردج، مساشوسيتس.وتضم هذه المجموعة جيمس راسل لويل، وهنري وادزورث لونغفيلو، وأوليفر وندل هولمز.
وفي عام 1863، نشر رالف والدو إمرسون (1803 – 1882)، الوزير السابق، عمل رعب غير روائي تحت عنوان الطبيعة، حيث زعم أنه من الممكن الوصول إلى حالة روحية مرتفعة بالاستغناء عن الدين المنظم، وذلك عن طريق دراسة عالم الطبيعة والتفاعل معه. لم يؤثر عمله فقط في الكتاب الذين تجمعوا حوله وكونوا الحركة المتعالية، ولكن تأثيره امتد إلى العامة الذين استمعوا لخطبه.

ألهم الصراع السياسي الذي أحاط بمقاومة تجارة الرقيق كتابات ويليام لويد جاريسون في ورقته «المحرر»، بالإضافة إلى الشاعر جون جرينليف ويتر، وهاريت بيتشر ستو في عملها الشهير «كوخ العم توم».
وفي عام 1837، جمع الشاب ناتانيال هوثورن (1840-1864) بعض من قصصه في «حكايات تتلى مرتين»، والذي يمتلئ بالرموز والأحداث الخفية.كما كتب أيضا قصص مطولة تشبه الروايات الرمزية والتي تتحدث عن الذنوب، والفخر، وكبت المشاعر في إنجلترا الجديدة. وجائت تحفته الفنية بعنوان «الحرف القرمزي» والتي تحكي عن مأساة امرأة نبذها مجتمعها لأنها ارتكبت خطيئة الزنا.
كان لروايات هاوثورن تأثير عميق على صديقه هرمان ميلفيل (1819-1891) الذي صنع لنفسه اسما من خلال استغلال أيامه البحرية وتحويلها إلى روايات إثارية عن البحار. وذهب ميلفيل إلى كتابة قصص مطولة مفعمة بالتأملات الفلسفية، متأثرا بتركيز هاوثورن على الروايات الرمزية والنفسية المظلمة. وأصبحت رواياته المليئة بالمغامرات موبي ديك التي تحكى عن رحلة لصيد الحيتان، الوسيلة لتناول موضوعات مثل: الهوس، وطبيعة الشر، وصراع الإنسان مع العناصر. وفي رواية قصيرة بعنوان "بيلي باد"، صور ميلفيل الصراع بين ادعاءات الخدمة العسكرية والشعور بالشفقة وذلك على سطح باخرة أثناء الحرب.لم تحقق كتبه التي تتميز بالعمق مبيعات قوية، ولم يتذكره أحد بعد وفاته. ولكن تم اكتشافه من جديد في العقود الأولى من القرن العشرين.
شكلت الأعمال المعادية للحركة المتعالية لكل من ميلفيل، وهاوثورن، وبو عصر الرومانسية المظلمة الذي كان مشهورا في تلك الفترة.

## الشعر الأميركي
لم يختلفا أعظم شاعرين أمريكين في القرن التاسع عشر في الطبيعة والأسلوب. لقد كان والت ويتمان (1819-1892) عاملا، ومسافرا، وممرضا متطوعا خلال الحرب الأهلية الأمريكية (1861-1865)، وكان شاعرا مبتكرا. ومن أهم إبداعاته أوراق العشب، والتي استخدم فيها شعرا حرا وأبياتا ذات أطوال مختلفة ليصور شمولية الديمقراطية الأمريكية. وطبقا لتلك الفكرة، قام الشاعر بمعادلة النطاق الواسع للتجربة الأمريكية بنفسه دون أن يتسم بالغرور. فعلى سبيل المثال، كتب ويتمان في معلقته «أغنية عن نفسي» ضمن أوراق العشب :«إنها حقا أفكار كل الرجال في كل العصور والبلاد، وهي لا تنطبق على...»
وكان ويتمان أيضا شاعرا للجسد -- "الجسد الكهربائي"، كما يسميه. قال الروائي الإنجليزي دي اتش لورنس في كتابه دراسة في الأدب الأمريكي الكلاسيكي أن ويتمان "كان أول من حطم المفهوم القديم القائل بأن الروح الإنسانية تعد شيء اسمي من الجسد.
وعلى الجانب الآخر، عاشت إيميلي ديكنسون (1830-1886)حياة المرأة غير المتزوجة في هدوء داخل قرية صغيرة تسمى أميرست. وتميز شعرها بالابداع، والبراعة، والزخرفة، والعمق النفسي. وكانت أعمالها غير تقليدية في ذلك الوقت، لذلك لم ينشر سوى القليل أثناء حياتها.
ولقد تناولت الموت كثيرا في قصائدها بشكل يبدو في كثير من الأحيان مؤلما.. «لأنني لا يمكن أن أتوقف لأجل الموت»، تبدأ إحدى القصص بـ، «لقد توقف من أجلى». وافتتحت إحدى قصائد ديكنسون باعتبارها شاعرة مغمورة تعيش في مجتمع يسيطر عليه الرجل: «أنا لا أحد!من أنت هل أنت لا أحد أيضا؟»
وصل الشعر الأمريكي ذروته في الفترة من أوائل القرن العشرين وحتى منتصفه، ومن أشهر شعراء تلك الحقبة: والاس ستيفنز، سيلفيا بلاث، آن سيكستون، عزرا باوند، وت. س. إليوت، ويليام كارلوس ويليامز، روبرت فروست، وكارل ساندبيرغ، روبنسون جيفرز، هارت كرين، هاء كامنغز، جون بيريمان، ألن غينسبرغ وروبرت لويل، إدنا سانت فنسنت ميلاي، وغيرهم.

## جيمس تواين والواقعية

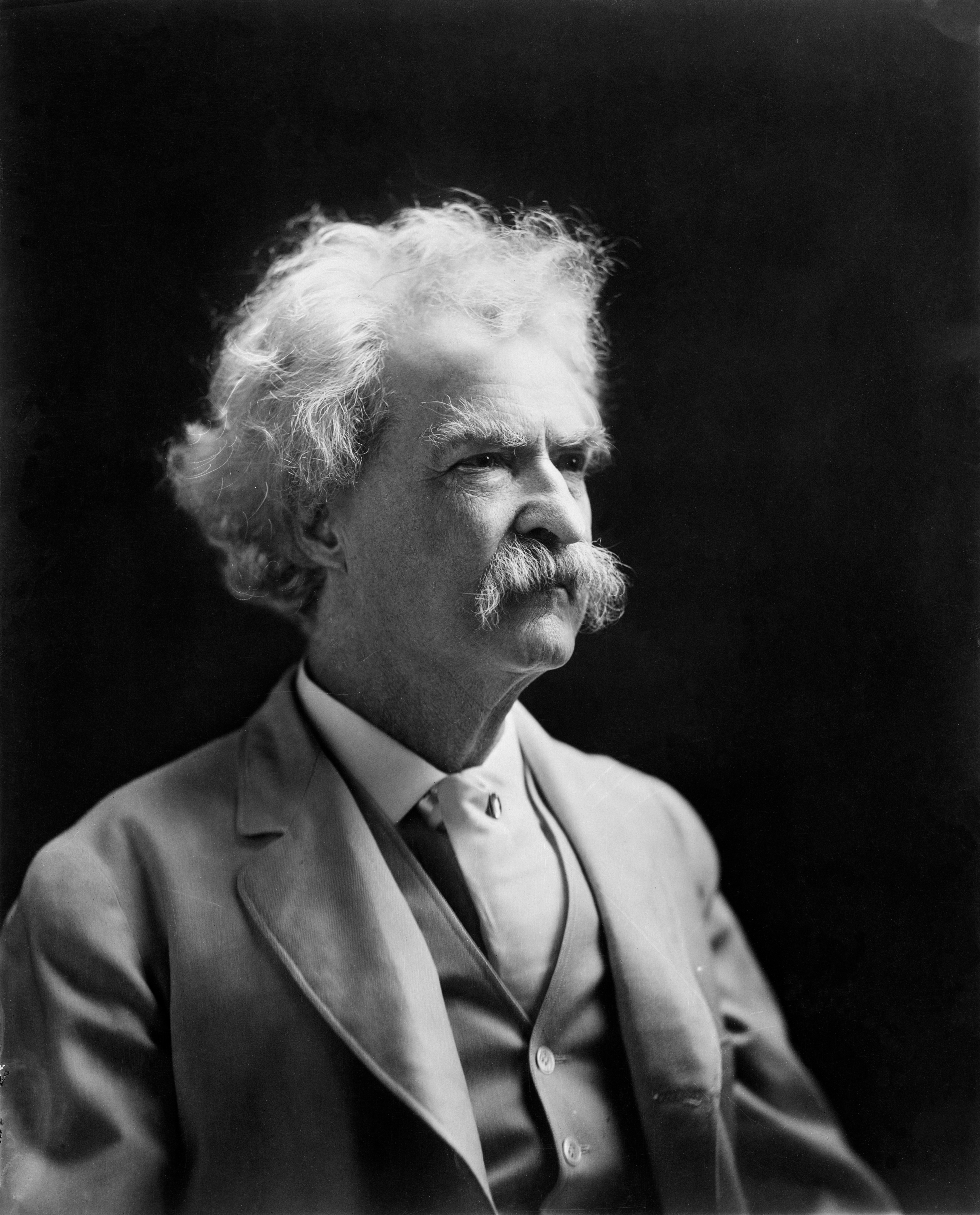
مارك توين، 1907.

يعتبر مارك توين (الاسمم المستعار لصموئيل لانجورن كليمنس 1835-1910) أول كاتب أمريكي يولد بعيدا عن الساحل الشرقي—على حدود ولاية ميسوري. ومن روائعه الإقليمية: مذكرات الحياة على ضفاف الميسيسيبي ورواية مغامرات التوت الفنلندي. وقد غير أسلوب توين—والذي تأثر بالصحافة، وتشبث بالهزلية العامية المباشرة وغير المزينة، وتمتع بدرجة عالية من إثارة العواطف—طريقة الأمريكيين في كتابة لغتهم. وتتحدث شخصياته وكأنهم أشخاص حقيقيون وهو يشبهون الشعب الاميركي حيث يستخدمون لهجات محلية وإقليمية، وكلمات جديدة. وكان هناك عددا من الكتاب الذين اهتموا بالفروق الإقليمية واللهجة أمثال: جورج دبليو كبل، وتوماس نيلسون باج، وجويل تشاندلر هاريس، وماري نوليس مورفي (تشارلز إيغبيرت كرادوك)، وسارة أورن جويت، وماري ويلكنز فريمان، وهنري كايلر بنر، ووليم سيدني بورتر (أوو هنري).
كما مثل وليم دين هاولز التقاليد الواقعية من خلال رواياته مثل: صعود سيلاس لافام، وتحريره لمجلة المحيط الأطلسي الشهرية.
وواجه هنري جيمس (1843-1916) العالم القديم بالعالم الجديد والمعضلة من خلال كتابته المباشرة عن ذلك.ولقد عاش معظم حياته في إنجلترا، على الرغم من أنه ولد في مدينة نيويورك.وركزت العديد من رواياته على الأمريكان الذين عاشوا في أوروبا أو سافروا إليها. وتميزت قصص جيمس بجملها المعقدة والمركبة التي تحلل الفروق النفسية والعاطفية.ومن ضمن أعماله رواتي: ديزي ميلر التي تحكى عن ساحرة أمريكية صغيرة في أوروبا، وتحول المسمار، وهي تحكي لغزا عن شبح.

## مطلع القرن
في بداية القرن العشرين، قام الكتاب الأمريكيون بتوسيع النطاق الاجتماعي للرواية لتشمل الطبقتين المرتفعة والمنخفضة، كما كانت ترتبط في بعض الأحيان بالمدرسة الواقعية.تفحصت وأديث وارتون (1862-1937) مجتمع الطبقة العليا على الساحل الشرقي الذي كبرت فيه. ويعد كتاب عصر البراءة واحدا من أفضل أعمالها، حيث يتحدث عن رجل اختار أن يتزوج زواجا تقليديا بامرأة مقبولة اجتماعيا، بدلا من امرأة جذابة من خارج وسطه الاجتماعي.وفي نفس الوقت تقريبا، وصف ستيفن كرين (1871-1900)، الذي اشتهر بروايته الشارة الحمراء للشجاعة عن الحرب الأهلية، حياة العاهرات في مدينة نيويورك من خلال ماجي فتاة الشوارع وفي رواية الأخت كاري، وصف تيودور درايزر (1871-1945) حياة فتاة ريفية تنتقل إلى شيكاغو، لتصبح عاهرة. كما ناقشا هاملين جارلاند وفرانك نوريس عن مشاكل المزارعين الأمريكيين وغيرها من القضايا الاجتماعية من منظور طبيعي.
وناقشت الكثير من الكتابات السياسية قضايا اجتماعية وقوة الشركات بشكل مباشر. عبر البعض مثل إدوارد بيلامي في نظرة إلى الخلف عن أطر سياسية واجتماعية أخرى. وتبنى ابتون سينكلير، الذي اشتهر برواية الغابة، مذهب الاشتراكية. وتشمل تلك الحقبة كتابا سياسيين آخرين مثل ادوين ماركام، ووليام فون مودي. بالإضافة إلى بعض النقاد الصحفيين الذين حاربوا الفساد أمثال: إيدا إم تاربل ولينكولن ستيفنز. ووصفت السيرة الذاتية لهنري بروكس آدامز تعليم هنري آدمز نظام التعليم والحياة العصرية وصفا لاذعا.
وسرعان ما انضم التجديد في الأسلوب والشكل إلى الحرية الجديدة في المواضيع. وفي عام 1909، نشرت غيرترود شتاين (1874-1946)، وهي مغتربة تعيش في باريس، رواية مبتكرة بعنوان حياة ثلاثة أشخاص. وقد تأثرت فيها بالتكعيبية، والجاز، وغيرها من الحركات المعاصرة في الفن والموسيقى.وأطلق شتاين على مجموعة من وجهاء الأدب الأمريكي الذين عاشوا في باريس خلال العشرينيات والثلاثينيات اسم «الجيل الضائع».
قضى الشاعر عزرا باوند (1885-1972) معظم حياته في أوروبا، ولكنه ولد في ولاية أيداهو. تميز عمله بالتعقيد، وأحيانا بالغمموض، بالإضافة إلى أن يشير إلى العديد من الأشكال الفنية، ومجموعة واسعة من الأدب الغربي والشرقي.ولقد أثر في الكثير من الشعرا مثل تي إس إليوت (1888-1965)، والذي كان مغتربا هناك.وكتب إليوت قصائد احتياطية تخاطب العقل تتميز بكثرة الرموز.جسد إليوت في قصيدة الأرض الفضاء المجتمع بعد الحرب العالمية الأولى من خلال صور مجزأة.تشابهت أشعار إليوت مع باوند في أنها تمتلئ بالإحاءات، واحتوت قصيدة الأرض الفضاء على هوامش كتبها الشاعر.وفي عام 1948، حصل إليوت على جائزة نوبل في الأدب.
عبر الكتاب الأمريكيون أيضا عن خيبة أمل الشعب بعد الحرب.واحتوت قصص وروايات فرنسيس سكوت فيتزجيرالد (1896-1940) على الحالة النفسية المضطربة المتعطشة والمتحدية لفترة العشرينيات.وعبر موضوع فيتزجيرالد في عمله غاتسبي العظيم عن النزعة الحديدة تجاه أحلام الشباب الذهبية التي ذابت في الفشل وخيبة الأمل.كما شرح فيتزجيرالد انهيار بعض الأفكار الأمريكية الرئيسية التي وردت في إعلان الاستقلال مثل: الحرية، والوحدة الاجتماعية، والحكومة الرشيدة، والسلام، وهي السمات التي تأثرت بضغوط الحياة المعاصرة في أوائل القرن العشرين.كما أنتقد سنكلير لويس وشيروود أندرسون في رواياتهم صور الحياة الأميركية.وكتب جون دوس باسوس عن الحرب، بالإضافة إلى ثلاثية الولايات المتحدة الأمريكية التي امتدت لتشمل الإحباط.

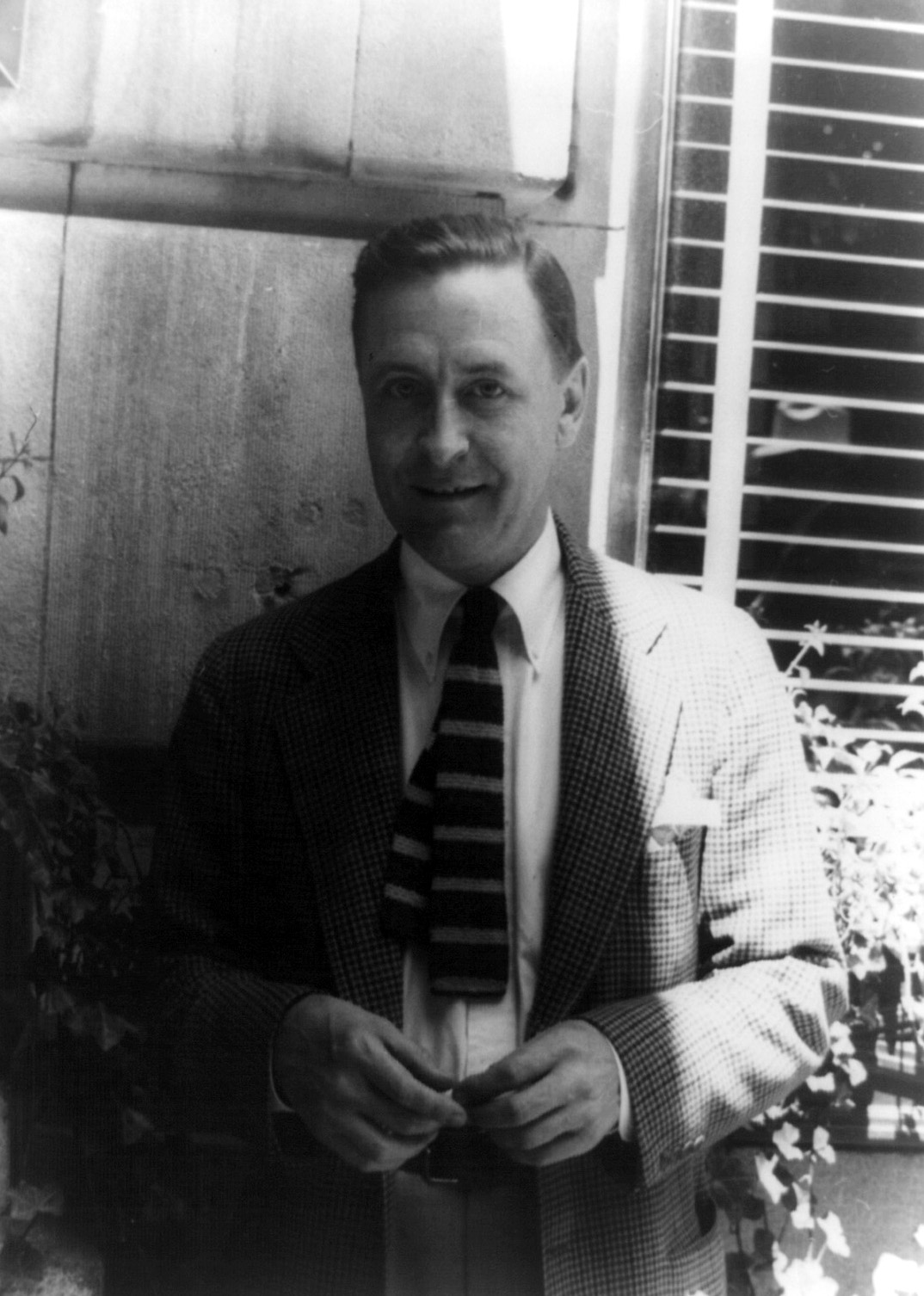
فرنسيس سكوت فيتزجيرالد، تم تصويره من قبل كارل فان فيشتن عام 1937.

شاهد إرنست همنغواي (1899-1961) أعمال العنف والموت بعينيه حيث كان يعمل كسائق سيارة اسعاف أثناء الحرب العالمية الأولى، وأقنعته تلك المذابح بأن معظم اللغة التجريدية فارغ ومضلل.وبالتالى، قام بحذف العبارات غير الضرورية من كتاباته، بالإضافة إلى تبسيط بنية الجملة، والتركيز الأشياء الملموسة والأحداث.وتمسك بسلوك أخلاقي يدعو للحفاظ على العفو أثناء التعرض للضغوط، ويتمتع أبطاله بالقوة والهدوء، وكانو دائما يتعاملون مع المرأة بطريقة غير لائقة.ويعتبر كل من الشمس تشرق أيضا ووداعا للأسلحة من أفضل رواياته، كما فاز بجائزة نوبل في الأدب.
كما حصل أيضا ويليام فولكنر (1897-1962) على جائزة نوبل خمس سنوات قبل همنغواي.وتمكن فولكنر من وضع مجموعة ضخمة من البشر في بلدة يوكناباتاوفا، وهي من وحى خيال المؤلف وتقع في منطقة الميسيسيبي.ورسم شخصياته كما تخيلهم دون تعديل، وذلك ليعبر عن حالاتهم الداخلية، وهي تقنية تسمى«تيار الوعي».(وفي الواقع، تم تصميم هذه المقاطع ببراعة، حيث تخفى البنية الفوضوية العديد طبقات متعددة من المعاني.)كما خلط بين تسلسل الوقت ليظهر كيف يتحمل الماضي—وخاصة عهد تملك الرقيق في أعماق الجنوب—أحداث الحاضر.ومن بين أعماله العظيمة: الصوت والغضب، وأبسالوم، أبسالوم!، وإلى الوراء يا موسي، والذي لا يقهر.

## أدب عصر الإحباط
تميز أدب عصر الإحباط بأنه كان ينقد المجتمع مباشرة وبصراحة.ولد جون شتاينبيك (1902-1968) بساليناس، كاليفورنيا، حيث كتب الكثير من القصص.وكان أسلوبه بسيطا مثيرا للمشاعر، مما جعل العديد من القراء يعجبون بكتاباته، ولكن ذلك لم يكن الحال بالنسبة للقراء.وكان شتاينبيك كثيرا ما يكتب عن الفقراء والطبقة العاملة، ونضالها من أجل الوصول إلى حياة كريمة وشريفة، فهو يعد من أكثر الكتاب وعيا بالمجتمع في هذه الفترة.وتعد أعناب الغضب واحدة من أهم غبداعاته، لأنها رواية قوية موجهة للمجتمع تحكى عن رحلة عائلة جود، وهي أسرة فقيرة من أوكلاهوما، إلى كاليفورنيا بحثا عن حياة أفضل.ومن أشهر رواياته أيضا: تورتيلا فلات، ومن الفئران والرجال، وكانري رو، وشرق عدن.وقد فاز بجائزة نوبل في الأدب عام 1962. وهناك كتاب آخرون يعتبرون جزء من مدرسة البروليتاريا مثل نتانيال ويست، وأوليف تيلفورد دارجون، وتوم كرومر، وروبرت كانتويل، وادوارد اندرسون.
أصبح لهنري ميلر مكانا فريدا في الأدب الأمريكي في الثلاثينيات عندما منعت رواياته التي تشبه السيرة الذاتية من التداول في الولايات المتحدة. ولقد كتبها ونشرها في باريس. على الرغم من أعماله الرئيسية مثل مدار السرطان (رواية)، والربيع الأسود لم تحقق مبيعات كبيرة في أمريكا ولم تنشرحتى عام 1962، أثرت مواضيعها وأسلوبها المبتكر على الأجيال التالية له من الكتاب الأمريكيين.

## ما بعد الحرب العالمية الثانية

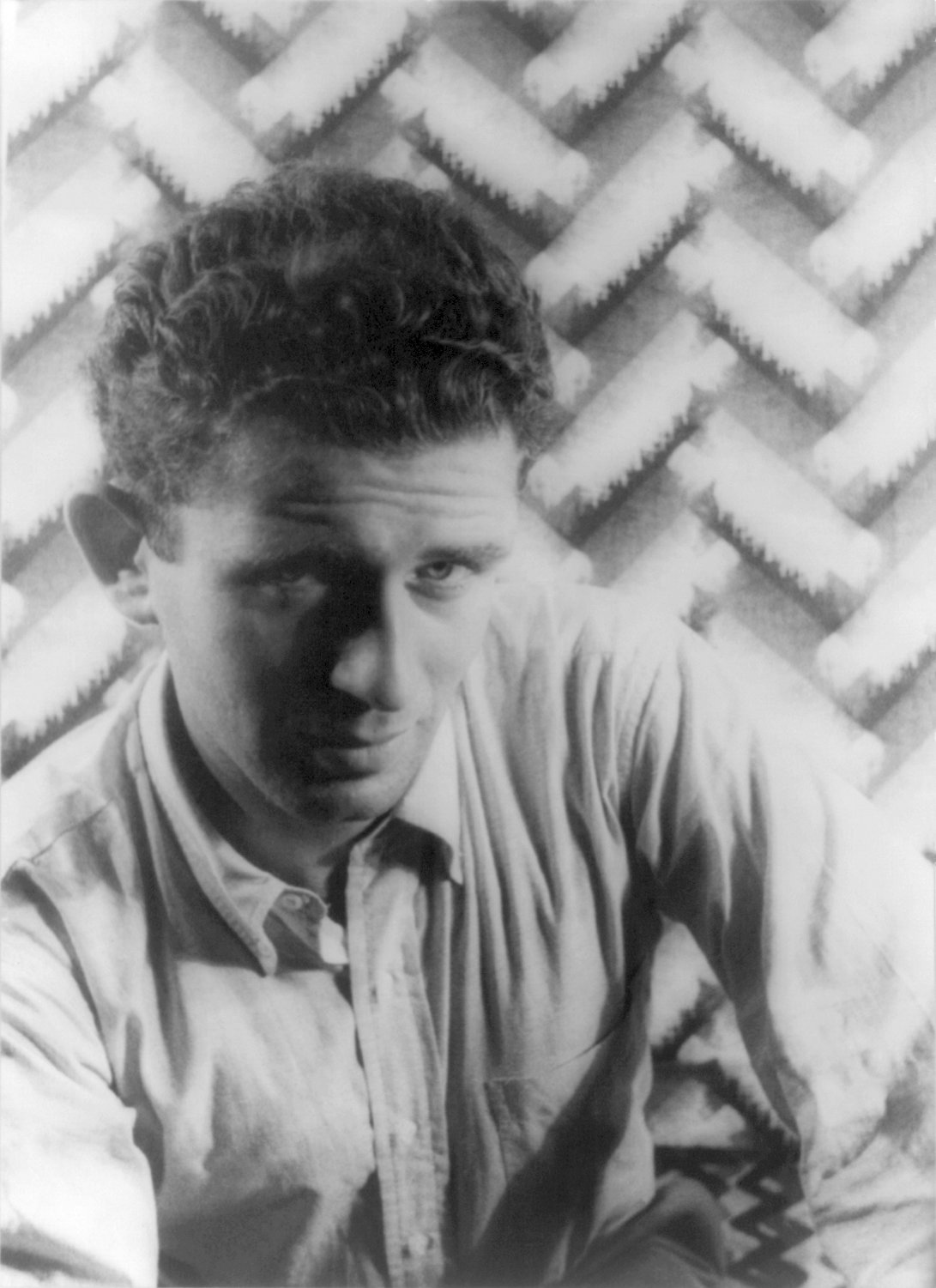
نورمان مالار، تم تصويره بواسطة كارل فان فيتشن، 1948

وهي الفترة التي تبدأ بنهاية الحرب العالمية الثانية وحتى أواخر الستينيات وأوائل السبعينيات، ولقد شهدت نشر بعض الأعمال الأكثر شعبية في تاريخ أمريكا.وهيمن على تلك الحقبة آخر الكتاب المجددين الواقعيين، بالإضافة إلى الرومانسيين الوجوديين، والذين تسببوا في ردود الفعل المباشرة لتورط أمريكا في الحرب العالمية الثانية.
أصبح صول بيلو أكثر الروائيين تأثيرا في أمريكا خلال العقود التالية للحرب العالمية الأولى، على الرغم من أنه ولد بكندا وكبر في ولاية شيكاغو. رسم بيلو صور حية للمدينة الأمريكية والشخصيات المميزة التي تعيش فيها في أعماله مثل : مغامرات أوجي مارش، وهندرسون ملك الأمطار.حصل بيلو على جائزة نوبل للأدب في عام 1976.
تم وضع الجنون الأمريكي في مقدمة التعبيرات الأدبية للأمة، وذلك بداية من رواياتى القصص التسعة، وصائد الجاودار لجي دي سالينجر، ورواية الإناء ذو الشكل الجرسي لسيلفيا بلاث.وصاغ العديد من الكتاب المهاجرين مثل فلاديمير نابوكوف هذا الموضوع في كتابه لوليتا ، وفي نفس الوقت، ابتعد الوجوديو عن الجيل السابق الضائع.
وظهر الفن الروائي والشعري «لجيل ترقيم الميزان»، الذي ولد على يد مجموعة من مثقفي نيويورك حول جامعة كولومبيا. ولقد اشتهروا رسميا في وقت لاحق في سان فرانسيسكو.يشير مصطلح ترقيم الميزان للإيقاع المضاد للجاز التقليدي، ليصبح إيقاعا متمردا بشأن الضغط المتحفظ لمجتمع ما بعد الحرب، كما يبحث عن أشكال جديدة من التجربة الروحية من خلال المخدرات، والكحوليات، والفلسفة، والدين، وخاصة البوذية.وحدد ألين جينسبيرج ايقاع تلك الحركة قصيدته العواء، والذي يبدأ بـ: «رأيت أن أفضل العقول من أبناء جيلي قد دمرها الجنون...» وفي الوقت نفسه، احتفل صديقه الحميم جاك كيرو (1922-1969) بترقيم الميزان، والعفوية، وأسلوب الحياة المتشرد من خلال روايته الأكثر شعبية على الطريق.
وبخصوص روايات الحرب، فقد كان هناك انفجار أدبي في أميركا خلال فترة ما بعد الحرب العالمية الثانية.ومن أشهر أعمال تلك الفترة العارية والميت (1948) لنورمان ميلر، وكاتش 22  (1961) لجوزيف هيلر، والمجزرة الخامسة (1969) لكورت فونجت.وصورت رواية ماكبيرد التي كتبتها باربرا جارسون سخافة الحرب.
وفي المقابل، عرض جون أبديك ما يمكن أن يسمى بالجانب الأكثر مثالية في الحياة الأميركية، حيث تناوله بأسلوب يتسم بالهدوء والتخريب في آن واحد. وحقق كتابه اركض يا أرنب عام 1960 نجاحا كبيرا، لما تميز به من تفصيل لحياة الطبقة الأمريكية المتوسطة.كما تعتبر أول رواية تستخدم صيغة الفعل المضارع.
وتعتبر رواية الرجل الخفي لرالف اليسون أحد أقوى الأعمال في العامين التاليين للحرب.وهي تحكى قصة رجل اسود يعيش في المناطق الشمالية، كما تكشف الرواية عن التوتر العنصري المختبيء، والذي لا يزال سائد في البلاد حيث أصبح حالة وجودية تستدعى الدراسة.
تناول فلانري أوكونور(ولد في 25 مارس 1925 في جورجيا وتوفي في3 أغسطس 1964)موضوع الجنوب في الأدب الأمريكي والذي كان عزيزا على مارك توين، وغيره من كبار المؤرخين الأمريكين (الدم الحكيم 1952 ؛ غيره العنف 1960 ؛ كل الأشياء الصاعدة تلتقي عند نقطة واحدة، وهي من أشهر القصص القصيرة التي كتبها. ولقد نشرت بعد وفاته عام 1965.

## الرواية الأمريكية المعاصرة
منذ أوائل السبعينيات تقريبا وحتى يومنا هذا، يعتبر أدب ما بعد الحداثة هو أكثر أنواع الأدب شهرة.ويشمل كتاب تلك الفترة : توماس فينكون، وتيم اوبراين، وروبرت ستون، ودون ديليلو، وبول أوستر، وتوني موريسون، وفيليب روث، وكورماك مكارثي، وريموند كارفر، وجون تشيفر، وجويس كارول أوتس، خورخي ماجفود وآني ديلارد.يتعامل كتاب ما بعد الحداثة اليوم مباشرة مع أشياء عديدة، حيث أثرت الثقافة ووسائل الإعلام على الإدراك الأمريكي للعالم، والتي يتم انتقادها مع الحكومة الأمريكية، والتاريخ الأمريكي، وخاصة الإدراك الأمريكي لتاريخه.
اشتهر الكثير من كتاب ما بعد الحداثة باتخاذ مطاعم الوجبات الجاهزة، والأنفاق، أو الأسواق التجارية مكانا لرواياتهم. كم كتبوا عن المخدرات، وجراحات التجميل، والإعلانات التليفزيون.وفي بعض الأحيان، تبدو هذه الصور وكأنها احتفالات.اتخذ كتاب تلك المدرسة اتجاها يتسم بالوعي الذاتي، والسخرية، والتنازل نحو رعاياها.ويعد كل من بريت ايستون ايليس، وديف ايجيرز، وتشاك بالانيك، وديفيد فوستر والاس من أشهر كتاب تلك الحقبة.

## انظر كذلك
- قصة قصيرة
- الأدب في هاواي
- أدب ولاية تكساس
- هيلدا دوليتل

### المواضيع الفرعية في الأدب الأمريكي
- أدب الجنوب
- الأدب الأفريقي الأمريكي
- الكتابات الصينية الأمريكية
- الأدب اليهودي الأمريكي
- قائمة للكتاب الأصليين للأمريكتين
- قائمة الكتاب الآسيوية الأمريكية
- الأدب الأمريكي الأرميني
- أدب LGBT
- قائمة الكتاب العرب الأمريكيين
- لكتاب الأمريكيين من أصل أسباني

### أنواع أخرى
- الأدب البوليسي
- قصص الرعب
- الروايات الرومانسية
- الخيال العلمي والخيال
- الأدب الغربي
- الرومانسية

## الروابط الخارجية
- الموقع الإليكتروني لإرنست همنغواي
- تاريخ طالب للأدب الأمريكي (1902) لإدوارد سيموندز
- النصوص الإلكترونية في الدراسات الأمريكية